# Due Carrare
Due Carrare – miejscowość i gmina we Włoszech, w regionie Wenecja Euganejska, w prowincji Padwa.
Według danych na rok 2004 gminę zamieszkiwało 8101 osób, 311,6 os./km².